# 西尾豊作
西尾 豊作（にしお とよさく、1872年（明治5年）9月 - 没年不詳）は、日本の教育者。歌人としても多くの著作を遺している。晩年に東亜学園高校を創立し初代校長となった。
愛知県名古屋市に生まれる。尾張藩のお抱え能楽師七代目小鼓方福井富有の子として生まれる。のちに西尾家に養子にだされる。

## 略歴
西尾豊作は日本の教育者、詩人、漢文、和歌などに優れた明治の文人。西尾氏は明治５年に愛知県で生まれる。幕府の能楽師の子に生まれたが、長男は家督を継ぎ、豊作氏は西尾に養子にだされた。 1891年（明治24年）19歳 名古屋市から尋常小学校の「授業生心得」を命ぜられる、同年小学校授業生免許状取得（愛知県第914号）名古屋市八重学校に勤務。 1892年（明治25年）20歳 尋常小学校千種学校、同年源柴尋常小学校准「訓導」となる。
その後も、 1893年（明治26年）21歳 尋常小学校本科正教員免許を取得。 1901年（明治34年）29歳 愛知県名古屋市八重尋常三高等小校准「訓導」となる。 1910年（明治43年）38歳 小学校専科（商業）正教員免許取得。 1912年（大正元年）40歳 師範学校教員免許取得。 1913年（大正2年）41歳 師範学校・中学校・高等女学校の簿記科教員免許取得、と教育一本での人生を送る、
一方で、歌人としても有名で、漢文や歌詠みに優れ多くの門人を排した。
```
1911年
（明治44年）43歳 
新潟県
中頚城郡
直江津農商学校教諭に任ず、 
1918年
（大正7年）46歳 公立実業学校校長に任ず。叙正八位となる。同年
和歌山県
西牟婁郡
田辺町立田辺実業学校校長に任ず。叙
正八位
を
宮内庁
より賜る。 
1920年
（大正9年）48歳 高等官7等、叙
従七位
を賜る。1921年(大正10年)
京華商業学校
、
実践女子学校
の講師を務める。(東京都公文書館所蔵の東京府文書「財団法人東亜商業学校設立ノ件」に本人自筆の履歴書がある)
```

1924年（大正13年）51歳 甲種中学校である財団法人東亜商業学校（全日五年制）を山田三七郎とともに創立。理事に就任した。ところが前年に起こった関東大震災の余波を受け学校経営に困難が生じた。 1927年（昭和2年） 大日本国民中学会主事・公民教育会専務理事の寺本伊勢松が第2代校長に就任し学校再建を図る。昭和3年7月17日寺本伊勢松他3名は新財団法人「野方学園」を設立し東亜商業学校は「野方学園東亜商業学校」となる。
その後校舎が新築され学校運営が軌道にのると 1928年（昭和3年）56歳 理事長退任、豊作は名古屋にもどり歌詠みの会「欅園」を主催、尾張の古典和歌の編纂作業にはいる。
- 1932年（昭和7年）60歳 氷室長翁全集を刊行（咬菜塾）。没年不詳。